# Нарві (міфологія)
Нарві (давньосканд. Narfi) або Нарі (давньосканд. Nari), також Ньорві (давньосканд. Nǫrfi) або Ньорр (давньосканд. Nǫrr) — йотун в скандинавській міфології, син Локі, батько Ночі.

## Етимологія
Імена Нарві (Narfi), Ньорві (Nörfi), Нарі (Nari) та Ньорр (Nörr) у скандинавській міфології мають спільне походження та значення. Вони пов'язані з давньосаксонським narouua — «ніч», з давньоскандинавським nǫrr — «вузький» або з давньоанглійським nearwe — «тісний», «замкнений», «пригнічений». Таким чином, ім'я цього йотуна могло символізувати темряву.
Сноррі Стурлусон згадує альтернативну форму імені Нарві — Ньор (Nör) і Ньорві (Nörvi), що імовірно походить від слова nár — «труп», що вказує на можливу асоціацію з потойбіччям або демонічними силами смерті.
Ці варіації можуть бути зумовлені поетичними потребами, зокрема алітерацією, або діалектними відмінностями.

## Згадки в текстах

### Старша Едда
У поемі Vafþrúðnismál («Мова Вафтрудніра») «Старшої Едди» Нарві згадується у строфі 25, коли Одін питає велетня Вафтрудніра про походження дня і ночі:
| Dellingr heitir, hann er Dags faðir, en Nótt var Nörvi borin; ný ok nið skópu nýt regin öldum at ártali. | Батько Дня зветься Деллінґ, А Ніч народив Нарві. Повний Місяць і старий — створили боги, Щоб людям час вказати. |

### Молодша Едда
У Gylfaginning («Видіння Гюльві») Сноррі Стурлусон описує згадує про Нарві та його доньку:
Ньорві або Нарві звався йотун. У нього була донька на ім'я Нотт…
Далі у цій же поемі, у частині 33 представлено Локі та його родину:
Також до числа асів належить той, кого дехто називає буйнодумцем асів, першим отцем брехні та плямою всіх богів і людей. Ім'я йому — Локі або Лоптр, син велетня Фарбауті; його мати — Лаувей або Наль; його брати — Бюлейстр і Хельблінді. Локі вродливий і приємний на вигляд, але злий духом, дуже непостійний за вдачею. Він перевершував інших у тій мудрості, яку називають «хитрощами», і мав вигадку на всі випадки. Завжди втягав асів у великі лиха — і потім викручував їх з них своїми підступними порадами. Його дружина звалась Сіґюн, їхній син — Нарі або Нарві.
Далі у частині 50 згадується й смерть Нарві:
Тоді Локі був захоплений без надії на примирення й приведений до певної печери. Вони взяли три плоскі камені, поставили їх сторчма та просвердлили в кожному по отвору. Потім були приведені сини Локі — Вілі й Нарі або Нарві. Аси перетворили Валі (іншого сина) на вовка, і той роздер свого брата Нарві…